# Турун Менетріє
Турун Менетріє (Carabus menetriesi) — вид комах з родини Carabidae. Корисний лісовий ентомофаг.

## Морфологічні ознаки
Завдовжки 16–20 мм. Передньоспинка сплощена, посередині розсіяно-точкована. Вусики короткі, лише у самців ледве заходять за основу надкрил. Первинні проміжки надкрил у вигляді ланцюжків коротких, округлих горбків. Крила редуковані. Верх тіла бронзовий або темно-бронзовий, іноді з зеленуватим відливом. Стегна ніг завжди чорні.

## Поширення
Північно-Східна Європа (від Польщі, Словаччини до Уралу і майже до 600 п. ш.) до західного Сибіру. 
В Україні зустрічається в Карпатах, Поліссі та на півночі західного Лісостепу. Можливі знахідки і на півночі лівобережного Лісостепу.

## Особливості біології
Одно- або дворічна генерація. Зимують дорослі жуки, зрідка личинки старшого віку. Парування і відкладання яєць відбувається навесні. Молоді жуки з’являються в першій половині літа і зустрічаються до початку осені. Імаго частіше трапляється в травні — липні. Гігрофіл. Зустрічається в листяних та мішаних лісах, біля боліт, а також на вологих луках. Зоофаг широкого профілю.

## Загрози та охорона
Чисельність різко зменшується внаслідок осушування боліт та інших меліоративних заходів.
Охороняється в Поліському заповіднику в комплексі з іншими безхребетними.